# Jules Anglès
Pour les articles homonymes, voir Anglès (homonymie).
Jules Jean Baptiste Anglès (29 juillet 1778 - Grenoble † 16 janvier 1828 - château de Cornillon, Mably) est un haut fonctionnaire et homme politique français du XIXe siècle.

## Biographie
Issu d'une famille de parlementaires dauphinoise (aujourd'hui devenue Anglès d'Auriac), fils d'un avocat consistorial Jean-François Anglès et cousin de Charles Anglès, conseiller au Parlement du Dauphiné, il est admis 7e à l'École polytechnique en 1799, Jules entra dans l'administration comme auditeur au Conseil d'État le 11 février 1806 (section de la marine).
Il est envoyé en Autriche y accomplir des missions administratives : il est intendant en Silésie en décembre 1806, puis à Salzbourg (avril 1809) et enfin à Vienne (juillet 1809).
Rappelé à Paris le 7 novembre 1809, il passa maître des requêtes au Conseil d'État au 3e arrondissement de la police générale, division chargée de la correspondance avec les départements annexées (15 novembre 1809 - 7 avril 1813). On le charge ensuite de la police des départements au-delà des Alpes.
Il fut à la première Restauration ministre de la Police (« Commissaire du gouvernement provisoire à la police générale ») dans le gouvernement provisoire de 1814, puis conseiller d'état le 5 juillet 1814. Lié à l'affaire de Maubreuil, il abandonne alors Beugnot.
Durant les Cent-Jours, suit Louis XVIII à Gand.
Le 22 août 1815, élu député par le collège du département des Hautes-Alpes, avec 71 voix sur 119 votants et 185 inscrits, il rentra bientôt dans l'administration. 
Il est nommé le 29 septembre 1815 à la préfecture de police de Paris à la place du Duc Decazes. En butte à l'hostilité de tous les partis, on lui reprochait l'assassinat du duc de Berry et ses procédés d'administration, il démissionna alors de son poste le 18 décembre 1821 et fut remplacé dans ses fonctions le surlendemain par M. Delaveau. Il fut aussi ministre d'État.
Il se retira dans ses terres proches de Roanne et mourut le 16 janvier 1828 en son château de Cornillon à Mably.

## Fonctions
- Auditeur au Conseil d'État  (11 février 1806) ;
- Intendant en Silésie (décembre 1806), à Salzbourg (avril 1809), à Vienne (juillet 1809) ;
- Maître des requêtes au Conseil d'État (15 novembre 1809 - 7 avril 1813) ;
- Ministre de la Police (gouvernement provisoire de 1814) ;
- conseiller d'état (5 juillet 1814) ;
- Député du département des Hautes-Alpes (22 août 1815) ;
- Préfet de police de Paris (29 septembre 1815) ;
- Ministre d'État ;
- Maire de Mably (Loire) (1826)[1].

## Titres
- Baron Anglès et de l'Empire par lettres patentes du 15 novembre 1809 ;
- 1er comte Anglès le 17 mars 1816.

## Distinctions
- Légion d'honneur[2] :
- Légionnaire (15 octobre 1809), puis,
- Officier (10 mai 1820), puis,
- Commandeur de la Légion d'honneur (1er mai 1821).

## Armoiries
| Figure | Blasonnement |
|        | Armes du baron Anglès et de l'Empire D’azur à la quintefeuille d’argent posée au canton dextre ; au canton des barons conseillers d'État brochant. N.B : Le blason ne figure pas dans l'album du comte Eugène Villeroy. |